# بارطشية حريرية
بارطشية حريرية (الاسم العلمي: Bartsia sericea) هي نوع من النباتات يتبع جنس البارطشية من الفصيلة الهالوكية.